# 罗平山黄堇
罗平山黄堇（学名：Corydalis lopinensis）为罂粟科紫堇属下的一个种。

## 扩展阅读
- 維基物種上的相關：罗平山黄堇